# FF-03
FF-03とは、タミヤよりリリースされた電動ラジコンオンロードモデルのシャーシ名称である。

## 概要
- FF-02の後継車で、フロントエンドにモーターを配置することにより、フロントにトラクションがかかるように設計。そのため、駆動系はFF-01の配置とほぼ同じ位置に変更されている[1]。
- リアセクション(シャーシの取付穴位置)・バルクヘッド(ロアアーム接続部)の配置と反転の組み合わせによって、ホイールベースを3段階（FF-03S=233mm、FF-03M=245mm、FF-03L＝257mm[1])に変更可能であり、FF-01時代に発売されていたボディーが使用可能。
- ボールデフはTRF201と同様、3/32インチのボールを採用[2][3]。駆動系の一部もTRF201と共通となっている[4][5]。
- バッテリーの配置はFFシリーズでは初めて、縦置きタイプを採用。シャーシの中心に配置し、ESCと受信機を左側に、サーボを右側に配置することにより、重量バランスが最適化されている[1]。
- サスペンションは前後ともにダブルウィッシュボーン独立懸架。ショートリバーシブルサスアームやTRF416のアップライトを使用。フロントサスペンションをTA05-IFSで使用されているインボードタイプを採用している[1]。
- FF-03に豊富なオプションを標準装備した「FF-03 Pro」が発売されている。
  - FF-03キットよりも早くFF-03 Proは発売されている(FF-03 Proは2010年6月26日[1]、FF-03(カストロール Honda シビック VTi(FF-03シャーシ版))は2010年7月17日発売[6])。
- ギアデフ （TA06リア用の流用）搭載可能な新設計ギアボックスを採用した「FF-03R」が発売される（2012年5月）
- 2.25ｍｍ厚カーボンロアデッキ、バーチカルフレームを採用した「FF-03 アップグレードセット」（ITEM 84314）が発売される（2012年12月）
- 最終型である「FF-03 EVO」が発売される（2013年8月）。カーボンダブルデッキ構造で、ロアt-2.5/アッパーt-2.0。バッテリーを左側、RCメカを右側に配置する。

## メカニズム
- シャーシ:グラスファイバー強化ナイロン樹脂製バスタブフレーム
- フロントサスペンション:ダブルウィッシュボーン独立懸架、IFS(インボードフロントサスペンション)方式
- リアサスペンション:ダブルウィッシュボーン独立懸架
- 前後タイヤ/ホイール：純正では中空ラバー、ミディアムナローサイズのラジアル/スリックを1ピースホイールに装着
- 駆動形式:前輪駆動
- モーター:540タイプ直流モーターをフロントエンドに横置きで搭載
- ボディ：ポリカーボネート製モノコック造形

## 採用車種
- ITEM 58467　カストロール Honda シビック VTi(257mm)[6]
- ITEM 58476　Honda シビック TYPE R R3 JAS モータースポーツ(257mm)[7]
- ITEM 58490　Honda CR-Z(257mm)[8]
- ITEM 58505　フォルクスワーゲン シロッコ GT24-CNG(257mm)[9]
- ITEM 58463　FF-03 PROシャーシキット(RC装置、モーター、ボディ、タイヤ別売)※スポット生産[1]
- ITEM 84288　FF-03Rシャーシキット(RC装置、モーター、ボディ、ホイール、タイヤ別売)※RC限定[10]
- ITEM 84228　HKS オペル ベクトラ JTCC(257mm)※RC限定[11]
- ITEM 58540　Honda アコード'96 エアロカスタム(257mm)[12]